# Combattre le passé
Combattre le passé (Redrum) est le 6e épisode de la saison 8 de la série télévisée X-Files. Dans cet épisode, un ami de Doggett accusé du meurtre de sa femme se réveille chaque matin la veille du jour précédent et cherche le véritable meurtrier.
L'épisode s'appuie sur le concept d'une inversion du flux temporel et donne un rôle central à l'acteur invité Joe Morton, reléguant au second plan les personnages de Scully et Doggett. Il a recueilli des critiques plutôt favorables.

## Résumé
Martin Wells, un procureur de Baltimore, se réveille en prison totalement désorienté. Il est escorté par Doggett, un ami de longue date, et Scully pour être transféré. À l'extérieur, une foule de journalistes l'attend, et Wells remarque la présence d'Al Cawdry, son beau-père. Ce dernier sort un pistolet et lui tire dessus. Wells meurt en regardant la montre de Scully. Celle-ci s'arrête, puis commence à tourner à l'envers.
Wells se réveille à nouveau dans sa cellule, ses blessures par balles ayant disparu. Doggett et Scully arrivent pour l'interroger et le premier, furieux de l'attitude confuse de Wells qu'il pense simuler, lui apprend qu'il est accusé d'avoir poignardé Vicky, sa femme. Wells est conduit au tribunal et se rend compte que c'est la veille du jour où son beau-père lui a tiré dessus. Quand le juge annonce son transfert pour le lendemain, Wells hurle que son beau-père va en profiter pour le tuer. Lorsque Scully et Doggett reviennent lui rendre visite, Wells affirme n'avoir aucun souvenir des derniers jours. Plus tard, il visionne avec Janet Wilson, son avocate, des images d'une caméra cachée à son domicile pour surveiller la nourrice mais celles-ci montrent qu'il est le seul à être entré chez lui vers l'heure présumée du meurtre de sa femme.
À son réveil suivant, Wells comprend qu'il remonte le temps en se réveillant chaque matin la veille du jour précédent. Dans la cour de la prison, il est blessé à la joue par un coup de couteau donné par un prisonnier qui porte un tatouage en forme de toile d'araignée sur la main. Wells tente d'expliquer à Scully et Doggett l’étrange phénomène qu'il vit chaque jour. Doggett refuse de l'entendre mais Scully lui dit que, si c'est vrai, la réponse doit être en lui. Plus tard, en étudiant le dossier du meurtre que lui a fourni son avocat, Wells a une brève vision du meurtre qui lui montre l'arme du crime dans la main de l'homme au tatouage.
Wells se réveille la veille dans la maison de Doggett. Il lui fait la description de l'homme qu'il pense être le meurtrier mais celui-ci n'est pas en prison. Les deux hommes se rendent ensuite chez Wells et visionnent les images de la caméra cachée, découvrant que certaines ont été effacées. Ils vont alors chez Trina Galvez, la nourrice, et Doggett y arrête Cesar Ocumpo, l'homme au tatouage. Ocumpo, qui a menacé Galvez pour qu'elle efface les images de la caméra, ne veut parler qu'à Wells. Il lui explique que Wells a fait condamner son frère Hector à la prison à vie en cachant délibérément une preuve ayant pu l'innocenter. Quand Wells tente de marchander avec Ocumpo, celui-ci lui répond qu'il est trop tard car son frère s'est pendu dans sa cellule trois semaines auparavant. Peu après, la police arrête Wells pour le meurtre de Vicky parce qu'elle a trouvé des preuves contre lui.
Wells se réveille à l'hôtel où il était la nuit du meurtre. Il va voir Doggett et lui raconte la vérité au sujet de ce qu'il a fait à Hector Ocumpo et comment son frère compte se venger en tuant Vicky. Wells arrive chez lui un peu avant sa femme. Cesar Ocumpo arrive à son tour et prend le dessus en se battant contre Wells. Il s'apprête à trancher la gorge de Vicky lorsque Doggett arrive et l'abat. Wells va en prison pour avoir fait disparaitre les preuves innocentant Hector Ocumpo, une punition qu'il estime méritée.

## Distribution
- Gillian Anderson : Dana Scully
- Robert Patrick : John Doggett
- Joe Morton : Martin Wells
- Danny Trejo : Cesar Ocumpo
- Bellamy Young : Janet Wilson
- Guy Torry : Shorty
- Joanna Sanchez : Trina Galvez
- J. Patrick McCormack : Brent Tufeld
- Jack Shearer : le juge Benjamin Kinberg
- Lee Duncan : Al Cawdry
- Cynthia Martells : le procureur Carter
- Anne-Marie Johnson : Vicky Wells

## Production
L'histoire de Combattre le passé est imaginée par Steven Maeda et Daniel Arkin, le scénario étant par la suite écrit par le seul Maeda. Le titre original, Redrum, est choisi par Maeda car c'est le mot murder (« meurtre » en français) écrit à l'envers. Stephen King avait déjà utilisé le concept de ce mot inversé dans le roman Shining (1977). Maeda se sert par ailleurs du symbole de l'araignée à plusieurs reprises dans l'épisode pour illustrer la confusion et le sentiment d'être pris au piège de Martin Wells.
Joe Morton, choisi pour tenir le rôle principal de cet épisode, avait déjà tourné avec Robert Patrick dans le film Terminator 2 (1991) mais ils n'y avaient aucune scène ensemble. Le personnage de Martin Wells est baptisé ainsi d'après l'écrivain H. G. Wells, auteur du roman La Machine à explorer le temps (1895), alors que Janet Wilson, l'avocate de Wells, est le nom de l'épouse de Steven Maeda. La scène de l'assassinat de Martin Wells par son beau-père est tournée à l'hôtel Ambassador de Los Angeles.

## Accueil

### Audiences
Lors de sa première diffusion aux États-Unis, l'épisode réalise un score de 8,1 sur l'échelle de Nielsen, avec 12 % de parts de marché, et est regardé par 13,2 millions de téléspectateurs. La promotion télévisée de l'épisode est réalisée avec le slogan « How do you stop a murder that's already happened? » (en français « Comment empêcheriez-vous un meurtre qui a déjà été commis ? »).

### Accueil critique
L'épisode obtient des critiques assez favorables. Juliette Harrisson, du site Den of the Geek, affirme que c'est l'un des deux meilleurs épisodes standalone de la saison, le qualifiant de « joyau » au dénouement doux amer dont le seul défaut est que les deux personnages principaux de la saison « n'y ont qu'un rôle très secondaire ». Pour le site Le Monde des Avengers, cette histoire « fantastique de haute volée », bénéficiant d'une « parfaite rigueur d’écriture » et se doublant « d’un remarquable thriller, où abondent fausses pistes et rebondissements », apporte un nouveau souffle à la série.
Zack Handlen, du site The A.V. Club, lui donne la note de B+, mettant en avant le « concept attrayant » de l'épisode et l'excellente interprétation de Joe Morton. Il note néanmoins que, si l'idée de départ de l'épisode est excellente, l'histoire derrière le concept « est loin d'être aussi captivante » et qu'aucune explication satisfaisante au phénomène affectant Martin Wells n'est donnée. Dans leur livre sur la série, Robert Shearman et Lars Pearson lui donnent la note de 3,5/5, estimant que « la construction du scénario est très habile » mais que ce n'était pas le bon moment pour une série « en phase de transition » de faire un épisode au style aussi inhabituel. Paula Vitaris, de Cinefantastique, lui donne la note de 3/4, mettant l'accent sur le double mystère que doit résoudre Martin Wells : celui du meurtre de sa femme et celui « des rouages de son âme », mais déplorant l'usage de la voix off qui « ruine l'ambiance du dernier plan ».
John Keegan, du site Critical Myth, lui donne la note de 4/10, évoquant un épisode au scénario assez prévisible et « ne tenant pas debout » dont la principale qualité est l'aperçu qu'il offre du passé de Doggett.